# Kleincomputer
Kleincomputer (teilweise auch vollständig aus dem Englischen übersetzt Kleinrechner genannt) sind
- vor allem in der DDR in den 1980er Jahren verwendete Heimcomputer. So wurden beispielsweise die Rechner der KC-85- und der KC-87-Reihen und der KC compact als „Kleincomputer“ bezeichnet.

- Außerdem waren damit in den 1960er Jahren Rechner im professionellen Einsatz gemeint, welche – im Gegensatz zu Großrechnern – „nur noch“ einen Schrank statt einer Etage füllten und zudem eher auch für mittlere Unternehmen erschwinglich waren. So beispielsweise Rechner der Leistungsklasse PDP oder VAX (auch „Kleinrechner“ oder ursprünglich englisch Minicomputer genannt).